# کریم‌صالح
کریم‌صالح، روستایی از توابع بخش هویزه شهرستان دشت آزادگان در استان خوزستان ایران است.

## جمعیت
این روستا در دهستان بنی‌صالح قرار دارد و براساس سرشماری مرکز آمار ایران در سال ۱۳۸۵، جمعیت آن ۵۳۲ نفر (۱۰۲خانوار) بوده‌است.